# Fénazaquin
Le fénazaquin est un acaricide de contact apparu en 1992.